# Ambroży Traversari
Ambroży Traversari lub Ambroży Kameduła OSBCam (ur. 16 września 1386 w Portico e San Benedetto, zm. 21 października 1439 we Florencji) – włoski mnich, humanista, teolog i tłumacz. Święty Kościoła katolickiego.

## Życiorys
Urodził się 16 września 1386 w Portico e San Benedetto. Mając 14 lat wstąpił do zakonu kamedułów we Florencji. Przez około 30 lat studiował starogrekę, co umożliwiło mu przetłumaczenie tekstów patrystycznych Pseudo-Dionizego Areopagity Atanazego Aleksandryjskiego, Bazylego z Cezarei, Jana Chryzostoma, Jana Moschosa, Jana Klimaka, i Manuela Kalekasa na łacinę. Dzięki jego reputacji humanisty, uzyskał on mecenat Kosmy Medyceusza. W 1431 roku papież Eugeniusz IV mianował go wikariuszem generalnym zakonu i papieskim emisariuszem na sobór w Bazylei. Spotkał się tam z cesarzem bizantyńskim Janem VIII i patriarchą Konstantynopola Józefem II. Dzięki swojej znajomości języków i teologii, był głównym negocjatorem pomiędzy Kościołami i doprowadził do uchwalenia unii florenckiej. Zmarł 21 października 1439 we Florencji.
Nie został formalnie wyniesiony na ołtarze, lecz jego wspomnienie liturgiczne obchodzone jest 20 listopada.